# پیتر کراوزه (بازیکن هاکی روی چمن)
پیتر کراوزه (انگلیسی: Peter Kraus؛ زادهٔ ۲۷ ژوئن ۱۹۴۱) بازیکن هاکی روی چمن اهل آلمان غربی بود.